# Lista över fornlämningar i Linköpings kommun (Rystad)
Lista över fornlämningar i Linköpings kommun (Rystad) är en förteckning av ett urval av de fornlämningar som finns i Rystad i Linköpings kommun.
| Namn                                | Lämningstyp                 | Tillkomsttid | Historisk indelning  | Plats         | Läge                 | ID-nr          | Bild                                      |
| ----------------------------------- | --------------------------- | ------------ | -------------------- | ------------- | -------------------- | -------------- | ----------------------------------------- |
| Rystad 3:1                          | Stensättning                |              | Rystad, Östergötland |               | 58.427760, 15.704053 | 10048100030001 | Ladda upp en bild av detta fornminne      |
| Rystad 3:2                          | Stensättning                |              | Rystad, Östergötland |               | 58.427854, 15.704231 | 10048100030002 | Ladda upp en bild av detta fornminne      |
| Rystad 3:3                          | Stensättning                |              | Rystad, Östergötland |               | 58.427668, 15.704602 | 10048100030003 | Ladda upp en bild av detta fornminne      |
| Rystad 3:4                          | Stensättning                |              | Rystad, Östergötland |               | 58.427524, 15.704388 | 10048100030004 | Ladda upp en bild av detta fornminne      |
| Rystad 9:1                          | Gravfält                    |              | Rystad, Östergötland |               | 58.433177, 15.749768 | 10048100090001 | Ladda upp en bild av detta fornminne      |
| Rystad 9:2                          | Hällristning                |              | Rystad, Östergötland |               | 58.433277, 15.749439 | 10048100090002 | Ladda upp en bild av detta fornminne      |
| Rystad 10:1                         | Gravfält                    |              | Rystad, Östergötland |               | 58.434182, 15.755036 | 10048100100001 | Ladda upp en bild av detta fornminne      |
| Rystad 13:1                         | Stensättning                |              | Rystad, Östergötland |               | 58.427007, 15.693372 | 10048100130001 | Ladda upp en bild av detta fornminne      |
| Rystad 13:4                         | Hällristning                |              | Rystad, Östergötland |               | 58.426320, 15.694497 | 10048100130004 | Ladda upp en bild av detta fornminne      |
| Rystad 15:4                         | Hällristning                |              | Rystad, Östergötland |               | 58.423141, 15.694347 | 10048100150004 | Ladda upp en bild av detta fornminne      |
| Rystad 17:3                         | Hällristning                |              | Rystad, Östergötland |               | 58.432003, 15.691208 | 10048100170003 | Ladda upp en bild av detta fornminne      |
| Rystad 18:1                         | Grav- och boplatsområde     |              | Rystad, Östergötland |               | 58.432512, 15.686342 | 10048100180001 | Ladda upp en bild av detta fornminne      |
| Rystad 20:1                         | Stensättning                |              | Rystad, Östergötland |               | 58.434625, 15.680594 | 10048100200001 | Ladda upp en bild av detta fornminne      |
| Rystad 21:1                         | Stensättning                |              | Rystad, Östergötland |               | 58.433154, 15.682425 | 10048100210001 | Ladda upp en bild av detta fornminne      |
| gravfält (Rystad 22:1)              | Gravfält                    |              | Rystad, Östergötland |               | 58.435770, 15.680399 | 10048100220001 | Ladda upp en bild av detta fornminne      |
| Rystad 25:1                         | Stensättning                |              | Rystad, Östergötland |               | 58.430845, 15.684387 | 10048100250001 | Ladda upp en bild av detta fornminne      |
| Rystad 25:2                         | Stensättning                |              | Rystad, Östergötland |               | 58.430964, 15.683660 | 10048100250002 | Ladda upp en bild av detta fornminne      |
| Rystad 25:3                         | Stensättning                |              | Rystad, Östergötland |               | 58.431128, 15.683224 | 10048100250003 | Ladda upp en bild av detta fornminne      |
| Rystad 25:4                         | Stensättning                |              | Rystad, Östergötland |               | 58.430716, 15.684470 | 10048100250004 | Ladda upp en bild av detta fornminne      |
| Rystad 29:1                         | Gravfält                    |              | Rystad, Östergötland |               | 58.450195, 15.703505 | 10048100290001 | Ladda upp en bild av detta fornminne      |
| Rystad 32:1                         | Stensättning                |              | Rystad, Östergötland |               | 58.445794, 15.691309 | 10048100320001 | Ladda upp en bild av detta fornminne      |
| Rystad 32:2                         | Stensättning                |              | Rystad, Östergötland |               | 58.445454, 15.691581 | 10048100320002 | Ladda upp en bild av detta fornminne      |
| Rystad 33:1                         | Stensättning                |              | Rystad, Östergötland |               | 58.446261, 15.692704 | 10048100330001 | Ladda upp en bild av detta fornminne      |
| Rystad 33:2                         | Stensättning                |              | Rystad, Östergötland |               | 58.446168, 15.692821 | 10048100330002 | Ladda upp en bild av detta fornminne      |
| Rystad 34:1                         | Gravfält                    |              | Rystad, Östergötland |               | 58.448013, 15.697650 | 10048100340001 | Ladda upp en bild av detta fornminne      |
| Rystad 36:1                         | Gravfält                    |              | Rystad, Östergötland |               | 58.434433, 15.666791 | 10048100360001 | Ladda upp en bild av detta fornminne      |
| Rystad 37:1                         | Gravfält                    |              | Rystad, Östergötland |               | 58.435695, 15.654299 | 10048100370001 | Ladda upp en bild av detta fornminne      |
| Rystad 38:1                         | Stensättning                |              | Rystad, Östergötland |               | 58.442312, 15.647844 | 10048100380001 | Ladda upp en bild av detta fornminne      |
| Rystad 39:1                         | Stensättning                |              | Rystad, Östergötland |               | 58.442647, 15.646386 | 10048100390001 | Ladda upp en bild av detta fornminne      |
| Rystad 40:1                         | Stensättning                |              | Rystad, Östergötland |               | 58.442887, 15.639659 | 10048100400001 | Ladda upp en bild av detta fornminne      |
| Rystad 41:1                         | Gravfält                    |              | Rystad, Östergötland |               | 58.445437, 15.639122 | 10048100410001 | Ladda upp en bild av detta fornminne      |
| Rystad 42:1                         | Stensättning                |              | Rystad, Östergötland |               | 58.446670, 15.644438 | 10048100420001 | Ladda upp en bild av detta fornminne      |
| Rystad 42:2                         | Stensättning                |              | Rystad, Östergötland |               | 58.446543, 15.643723 | 10048100420002 | Ladda upp en bild av detta fornminne      |
| Rystad 44:2                         | Begravningsplats            |              | Rystad, Östergötland |               | 58.452415, 15.635396 | 10048100440002 | Ladda upp en bild av detta fornminne      |
| Rystad 46:1                         | Gravfält                    |              | Rystad, Östergötland |               | 58.464273, 15.634451 | 10048100460001 | Ladda upp en bild av detta fornminne      |
| Rystad 47:1                         | Stensättning                |              | Rystad, Östergötland |               | 58.465046, 15.634411 | 10048100470001 | Ladda upp en bild av detta fornminne      |
| Rystad 49:1                         | Hällristning                | bronsåldern  | Rystad, Östergötland |               | 58.444670, 15.645651 | 10048100490001 | Ladda upp en till bild av detta fornminne |
| Rystad 59:1                         | Stensättning                |              | Rystad, Östergötland |               | 58.468963, 15.667236 | 10048100590001 | Ladda upp en bild av detta fornminne      |
| Rystad 60:1                         | Stensättning                |              | Rystad, Östergötland |               | 58.481690, 15.659174 | 10048100600001 | Ladda upp en bild av detta fornminne      |
| Rystad 63:1                         | Stensättning                |              | Rystad, Östergötland |               | 58.468810, 15.675294 | 10048100630001 | Ladda upp en bild av detta fornminne      |
| Rystad 63:2                         | Stensättning                |              | Rystad, Östergötland |               | 58.468393, 15.675573 | 10048100630002 | Ladda upp en bild av detta fornminne      |
| Rystad 63:3                         | Stensättning                |              | Rystad, Östergötland |               | 58.468731, 15.676653 | 10048100630003 | Ladda upp en bild av detta fornminne      |
| Rystad 64:1                         | Stensättning                |              | Rystad, Östergötland |               | 58.463345, 15.675664 | 10048100640001 | Ladda upp en bild av detta fornminne      |
| Rystad 67:1                         | Stensättning                |              | Rystad, Östergötland |               | 58.459709, 15.672035 | 10048100670001 | Ladda upp en bild av detta fornminne      |
| Rystad 67:2                         | Stensättning                |              | Rystad, Östergötland |               | 58.459567, 15.672005 | 10048100670002 | Ladda upp en bild av detta fornminne      |
| Rystad 67:3                         | Stensättning                |              | Rystad, Östergötland |               | 58.459563, 15.671696 | 10048100670003 | Ladda upp en bild av detta fornminne      |
| Rystad 68:1                         | Stensättning                |              | Rystad, Östergötland |               | 58.464405, 15.677572 | 10048100680001 | Ladda upp en bild av detta fornminne      |
| Rystad 69:1                         | Stensättning                |              | Rystad, Östergötland |               | 58.465496, 15.678331 | 10048100690001 | Ladda upp en bild av detta fornminne      |
| Rystad 70:1                         | Gravfält                    |              | Rystad, Östergötland |               | 58.465884, 15.680339 | 10048100700001 | Ladda upp en bild av detta fornminne      |
| Rystad 70:2                         | Hällristning                |              | Rystad, Östergötland |               | 58.465959, 15.679981 | 10048100700002 | Ladda upp en bild av detta fornminne      |
| Rystad 73:1                         | Stensättning                |              | Rystad, Östergötland |               | 58.446486, 15.685333 | 10048100730001 | Ladda upp en bild av detta fornminne      |
| Rystad 73:2                         | Stensättning                |              | Rystad, Östergötland |               | 58.446658, 15.685216 | 10048100730002 | Ladda upp en bild av detta fornminne      |
| Rystad 73:3                         | Stensättning                |              | Rystad, Östergötland |               | 58.446633, 15.684274 | 10048100730003 | Ladda upp en bild av detta fornminne      |
| Rystad 74:1                         | Stensättning                |              | Rystad, Östergötland |               | 58.445994, 15.684356 | 10048100740001 | Ladda upp en bild av detta fornminne      |
| Rystad 74:2                         | Stensättning                |              | Rystad, Östergötland |               | 58.445813, 15.684569 | 10048100740002 | Ladda upp en bild av detta fornminne      |
| Rystad 75:1                         | Gravfält                    |              | Rystad, Östergötland |               | 58.444630, 15.684159 | 10048100750001 | Ladda upp en bild av detta fornminne      |
| Rystad 76:1                         | Hög                         |              | Rystad, Östergötland |               | 58.443513, 15.684113 | 10048100760001 | Ladda upp en bild av detta fornminne      |
| Rystad 78:1                         | Stensättning                |              | Rystad, Östergötland |               | 58.453785, 15.647276 | 10048100780001 | Ladda upp en bild av detta fornminne      |
| Rystad 81:1                         | Stensättning                |              | Rystad, Östergötland |               | 58.451009, 15.661829 | 10048100810001 | Ladda upp en bild av detta fornminne      |
| Rystad 83:1                         | Stensättning                |              | Rystad, Östergötland |               | 58.447654, 15.650473 | 10048100830001 | Ladda upp en bild av detta fornminne      |
| Rystad 84:1                         | Stensättning                |              | Rystad, Östergötland |               | 58.447423, 15.653122 | 10048100840001 | Ladda upp en bild av detta fornminne      |
| Rystad 85:1                         | Stensättning                |              | Rystad, Östergötland |               | 58.446402, 15.657471 | 10048100850001 | Ladda upp en bild av detta fornminne      |
| Rystad 86:1                         | Gravfält                    |              | Rystad, Östergötland |               | 58.448845, 15.657046 | 10048100860001 | Ladda upp en bild av detta fornminne      |
| Rystad 88:1                         | Stensättning                |              | Rystad, Östergötland |               | 58.451162, 15.655710 | 10048100880001 | Ladda upp en bild av detta fornminne      |
| Rystad 88:2                         | Stensättning                |              | Rystad, Östergötland |               | 58.451113, 15.655538 | 10048100880002 | Ladda upp en bild av detta fornminne      |
| Rystad 89:1                         | Stensättning                |              | Rystad, Östergötland |               | 58.450526, 15.656842 | 10048100890001 | Ladda upp en bild av detta fornminne      |
| Rystad 89:2                         | Stensättning                |              | Rystad, Östergötland |               | 58.450481, 15.657071 | 10048100890002 | Ladda upp en bild av detta fornminne      |
| Rystad 90:1                         | Gravfält                    |              | Rystad, Östergötland |               | 58.445676, 15.661450 | 10048100900001 | Ladda upp en bild av detta fornminne      |
| Rystad 91:1                         | Stensättning                |              | Rystad, Östergötland |               | 58.447707, 15.662277 | 10048100910001 | Ladda upp en bild av detta fornminne      |
| Rystad 91:2                         | Stensättning                |              | Rystad, Östergötland |               | 58.447962, 15.662837 | 10048100910002 | Ladda upp en bild av detta fornminne      |
| Rystad 91:3                         | Stensättning                |              | Rystad, Östergötland |               | 58.448174, 15.662617 | 10048100910003 | Ladda upp en bild av detta fornminne      |
| Rystad 91:4                         | Stensättning                |              | Rystad, Östergötland |               | 58.447760, 15.662058 | 10048100910004 | Ladda upp en bild av detta fornminne      |
| Rystad 93:1                         | Stensättning                |              | Rystad, Östergötland |               | 58.442214, 15.673196 | 10048100930001 | Ladda upp en bild av detta fornminne      |
| Rystad 95:1                         | Stensättning                |              | Rystad, Östergötland |               | 58.443373, 15.668609 | 10048100950001 | Ladda upp en bild av detta fornminne      |
| Rystad 96:1                         | Gravfält                    |              | Rystad, Östergötland |               | 58.444973, 15.666568 | 10048100960001 | Ladda upp en bild av detta fornminne      |
| Rystad 97:1                         | Stensättning                |              | Rystad, Östergötland |               | 58.446206, 15.668826 | 10048100970001 | Ladda upp en bild av detta fornminne      |
| Rystad 97:2                         | Stensättning                |              | Rystad, Östergötland |               | 58.446414, 15.668849 | 10048100970002 | Ladda upp en bild av detta fornminne      |
| Rystad 98:1                         | Stensättning                |              | Rystad, Östergötland |               | 58.448472, 15.667695 | 10048100980001 | Ladda upp en bild av detta fornminne      |
| Rystad 98:2                         | Stensättning                |              | Rystad, Östergötland |               | 58.448025, 15.668043 | 10048100980002 | Ladda upp en bild av detta fornminne      |
| Rystad 98:3                         | Stensättning                |              | Rystad, Östergötland |               | 58.447912, 15.668174 | 10048100980003 | Ladda upp en bild av detta fornminne      |
| Rystad 99:1                         | Stensättning                |              | Rystad, Östergötland |               | 58.447214, 15.665680 | 10048100990001 | Ladda upp en bild av detta fornminne      |
| Rystad 100:1                        | Stensättning                |              | Rystad, Östergötland |               | 58.448875, 15.664881 | 10048101000001 | Ladda upp en bild av detta fornminne      |
| Rystad 103:1                        | Stensättning                |              | Rystad, Östergötland |               | 58.447499, 15.677211 | 10048101030001 | Ladda upp en bild av detta fornminne      |
| Rystad 103:2                        | Stensättning                |              | Rystad, Östergötland |               | 58.447373, 15.677277 | 10048101030002 | Ladda upp en bild av detta fornminne      |
| Rystad 103:3                        | Stensättning                |              | Rystad, Östergötland |               | 58.447237, 15.677404 | 10048101030003 | Ladda upp en bild av detta fornminne      |
| Rystad 103:4                        | Stensättning                |              | Rystad, Östergötland |               | 58.447036, 15.677566 | 10048101030004 | Ladda upp en bild av detta fornminne      |
| Rystad 104:1                        | Stensättning                |              | Rystad, Östergötland |               | 58.445525, 15.679032 | 10048101040001 | Ladda upp en bild av detta fornminne      |
| Rystad 104:3                        | Stensättning                |              | Rystad, Östergötland |               | 58.445939, 15.678643 | 10048101040003 | Ladda upp en bild av detta fornminne      |
| Rystad 104:4                        | Stensättning                |              | Rystad, Östergötland |               | 58.446127, 15.678365 | 10048101040004 | Ladda upp en bild av detta fornminne      |
| Rystad 105:1                        | Stensättning                |              | Rystad, Östergötland |               | 58.463623, 15.700760 | 10048101050001 | Ladda upp en bild av detta fornminne      |
| Rystad 106:1                        | Stensättning                |              | Rystad, Östergötland |               | 58.472843, 15.684833 | 10048101060001 | Ladda upp en bild av detta fornminne      |
| Rystad 108:1                        | Borg                        |              | Rystad, Östergötland |               | 58.480220, 15.680798 | 10048101080001 | Ladda upp en bild av detta fornminne      |
| Rystad 108:2                        | Borg                        |              | Rystad, Östergötland |               | 58.479353, 15.681533 | 10048101080002 | Ladda upp en bild av detta fornminne      |
| Rystad 110:1                        | Stensättning                |              | Rystad, Östergötland |               | 58.476162, 15.686298 | 10048101100001 | Ladda upp en bild av detta fornminne      |
| Rystad 111:1                        | Gravfält                    |              | Rystad, Östergötland |               | 58.479101, 15.689994 | 10048101110001 | Ladda upp en bild av detta fornminne      |
| Rystad 112:1                        | Gravfält                    |              | Rystad, Östergötland |               | 58.478825, 15.687029 | 10048101120001 | Ladda upp en bild av detta fornminne      |
| Rystad 113:1                        | Stensättning                |              | Rystad, Östergötland |               | 58.471423, 15.697788 | 10048101130001 | Ladda upp en bild av detta fornminne      |
| Rystad 113:2                        | Stensättning                |              | Rystad, Östergötland |               | 58.471939, 15.697278 | 10048101130002 | Ladda upp en bild av detta fornminne      |
| Rystad 115:1                        | Gravfält                    |              | Rystad, Östergötland |               | 58.453219, 15.718233 | 10048101150001 | Ladda upp en bild av detta fornminne      |
| Rystad 116:1                        | Stensättning                |              | Rystad, Östergötland |               | 58.451754, 15.720812 | 10048101160001 | Ladda upp en bild av detta fornminne      |
| Rystad 123:1                        | Stensättning                |              | Rystad, Östergötland |               | 58.438175, 15.739378 | 10048101230001 | Ladda upp en bild av detta fornminne      |
| Rystad 124:1                        | Stensättning                |              | Rystad, Östergötland |               | 58.438509, 15.734352 | 10048101240001 | Ladda upp en bild av detta fornminne      |
| Rystad 127:1                        | Stensättning                |              | Rystad, Östergötland |               | 58.439827, 15.760075 | 10048101270001 | Ladda upp en bild av detta fornminne      |
| Rystad 127:2                        | Stensättning                |              | Rystad, Östergötland |               | 58.439330, 15.760433 | 10048101270002 | Ladda upp en bild av detta fornminne      |
| Rystad 128:1                        | Hällristning                |              | Rystad, Östergötland |               | 58.438771, 15.764440 | 10048101280001 | Ladda upp en bild av detta fornminne      |
| Rystad 130:1                        | Gravfält                    |              | Rystad, Östergötland |               | 58.444493, 15.760254 | 10048101300001 | Ladda upp en bild av detta fornminne      |
| Rystad 131:1                        | Stensättning                |              | Rystad, Östergötland |               | 58.444932, 15.762864 | 10048101310001 | Ladda upp en bild av detta fornminne      |
| Rystad 131:2                        | Hällristning                |              | Rystad, Östergötland |               | 58.445115, 15.762834 | 10048101310002 | Ladda upp en bild av detta fornminne      |
| Rystad 132:1                        | Stensättning                |              | Rystad, Östergötland |               | 58.442796, 15.760953 | 10048101320001 | Ladda upp en bild av detta fornminne      |
| Rystad 133:1                        | Stensättning                |              | Rystad, Östergötland |               | 58.441440, 15.759802 | 10048101330001 | Ladda upp en bild av detta fornminne      |
| Rystad 134:1                        | Hög                         |              | Rystad, Östergötland |               | 58.443508, 15.755257 | 10048101340001 | Ladda upp en bild av detta fornminne      |
| Rystad 134:2                        | Hällristning                |              | Rystad, Östergötland |               | 58.443298, 15.755109 | 10048101340002 | Ladda upp en bild av detta fornminne      |
| Rystad 134:3                        | Stensättning                |              | Rystad, Östergötland |               | 58.443184, 15.755415 | 10048101340003 | Ladda upp en bild av detta fornminne      |
| Rystad 138:1                        | Gravfält                    |              | Rystad, Östergötland |               | 58.446970, 15.747537 | 10048101380001 | Ladda upp en bild av detta fornminne      |
| Rystad 139:1                        | Stensättning                |              | Rystad, Östergötland |               | 58.448055, 15.745106 | 10048101390001 | Ladda upp en bild av detta fornminne      |
| Rystad 139:2                        | Stensättning                |              | Rystad, Östergötland |               | 58.447887, 15.745314 | 10048101390002 | Ladda upp en bild av detta fornminne      |
| Rystad 139:3                        | Stensättning                |              | Rystad, Östergötland |               | 58.447662, 15.745481 | 10048101390003 | Ladda upp en bild av detta fornminne      |
| Rystad 139:4                        | Grav markerad av sten/block |              | Rystad, Östergötland |               | 58.447566, 15.745404 | 10048101390004 | Ladda upp en bild av detta fornminne      |
| Rystad 140:1                        | Stensättning                |              | Rystad, Östergötland |               | 58.449899, 15.733162 | 10048101400001 | Ladda upp en bild av detta fornminne      |
| Rystad 141:1                        | Stensättning                |              | Rystad, Östergötland |               | 58.448919, 15.736409 | 10048101410001 | Ladda upp en bild av detta fornminne      |
| Rystad 142:1                        | Stensättning                |              | Rystad, Östergötland |               | 58.450882, 15.746231 | 10048101420001 | Ladda upp en bild av detta fornminne      |
| Rystad 143:1                        | Gravfält                    |              | Rystad, Östergötland |               | 58.450686, 15.741278 | 10048101430001 | Ladda upp en bild av detta fornminne      |
| Rystad 144:1                        | Gravfält                    |              | Rystad, Östergötland |               | 58.451128, 15.742371 | 10048101440001 | Ladda upp en bild av detta fornminne      |
| Rystad 145:1                        | Stensättning                |              | Rystad, Östergötland |               | 58.448969, 15.752402 | 10048101450001 | Ladda upp en bild av detta fornminne      |
| Rystad 146:1                        | Stensättning                |              | Rystad, Östergötland |               | 58.448618, 15.751143 | 10048101460001 | Ladda upp en bild av detta fornminne      |
| Rystad 149:1                        | Stensättning                |              | Rystad, Östergötland |               | 58.448308, 15.760068 | 10048101490001 | Ladda upp en bild av detta fornminne      |
| Rystad 149:2                        | Stensättning                |              | Rystad, Östergötland |               | 58.448736, 15.759741 | 10048101490002 | Ladda upp en bild av detta fornminne      |
| Rystad 149:3                        | Stensättning                |              | Rystad, Östergötland |               | 58.448665, 15.760320 | 10048101490003 | Ladda upp en bild av detta fornminne      |
| Rystad 152:1                        | Gravfält                    |              | Rystad, Östergötland |               | 58.453784, 15.732650 | 10048101520001 | Ladda upp en bild av detta fornminne      |
| Rystad 152:2                        | Stensättning                |              | Rystad, Östergötland |               | 58.454249, 15.733062 | 10048101520002 | Ladda upp en bild av detta fornminne      |
| Rystad 153:1                        | Stensättning                |              | Rystad, Östergötland |               | 58.455380, 15.732440 | 10048101530001 | Ladda upp en bild av detta fornminne      |
| Rystad 154:1                        | Gravfält                    |              | Rystad, Östergötland |               | 58.453721, 15.735233 | 10048101540001 | Ladda upp en bild av detta fornminne      |
| Rystad 156:1                        | Gravfält                    |              | Rystad, Östergötland |               | 58.450415, 15.764586 | 10048101560001 | Ladda upp en bild av detta fornminne      |
| Rystad 157:1                        | Gravfält                    |              | Rystad, Östergötland |               | 58.453702, 15.742853 | 10048101570001 | Ladda upp en bild av detta fornminne      |
| Rystad 158:1                        | Stensättning                |              | Rystad, Östergötland |               | 58.455867, 15.735184 | 10048101580001 | Ladda upp en bild av detta fornminne      |
| Rystad 159:1                        | Stensättning                |              | Rystad, Östergötland |               | 58.460686, 15.725458 | 10048101590001 | Ladda upp en bild av detta fornminne      |
| Rystad 163:1                        | Gravfält                    |              | Rystad, Östergötland |               | 58.458634, 15.715680 | 10048101630001 | Ladda upp en bild av detta fornminne      |
| Rystad 164:1                        | Stensättning                |              | Rystad, Östergötland |               | 58.461342, 15.708341 | 10048101640001 | Ladda upp en bild av detta fornminne      |
| Rystad 165:1                        | Stensättning                |              | Rystad, Östergötland |               | 58.462020, 15.706419 | 10048101650001 | Ladda upp en bild av detta fornminne      |
| Rystad 165:2                        | Stensättning                |              | Rystad, Östergötland |               | 58.461949, 15.706523 | 10048101650002 | Ladda upp en bild av detta fornminne      |
| Rystad 165:3                        | Stensättning                |              | Rystad, Östergötland |               | 58.461873, 15.706619 | 10048101650003 | Ladda upp en bild av detta fornminne      |
| Rystad 166:1                        | Stensättning                |              | Rystad, Östergötland |               | 58.463577, 15.708247 | 10048101660001 | Ladda upp en bild av detta fornminne      |
| Rystad 167:1                        | Stensättning                |              | Rystad, Östergötland |               | 58.466791, 15.702715 | 10048101670001 | Ladda upp en bild av detta fornminne      |
| Rystad 168:1                        | Stensättning                |              | Rystad, Östergötland |               | 58.464357, 15.709495 | 10048101680001 | Ladda upp en bild av detta fornminne      |
| Rystad 169:1                        | Stensättning                |              | Rystad, Östergötland |               | 58.462313, 15.715506 | 10048101690001 | Ladda upp en bild av detta fornminne      |
| Rystad 170:1                        | Stensättning                |              | Rystad, Östergötland |               | 58.461428, 15.717396 | 10048101700001 | Ladda upp en bild av detta fornminne      |
| Rystad 170:2                        | Stensättning                |              | Rystad, Östergötland |               | 58.461357, 15.717517 | 10048101700002 | Ladda upp en bild av detta fornminne      |
| Rystad 170:3                        | Stensättning                |              | Rystad, Östergötland |               | 58.461267, 15.717561 | 10048101700003 | Ladda upp en bild av detta fornminne      |
| Rystad 170:4                        | Stensättning                |              | Rystad, Östergötland |               | 58.461652, 15.716967 | 10048101700004 | Ladda upp en bild av detta fornminne      |
| Rystad 172:1                        | Stensättning                |              | Rystad, Östergötland |               | 58.471446, 15.709830 | 10048101720001 | Ladda upp en bild av detta fornminne      |
| Rystad 174:1                        | Gravfält                    |              | Rystad, Östergötland |               | 58.474499, 15.714149 | 10048101740001 | Ladda upp en bild av detta fornminne      |
| Rystad 175:1                        | Stensättning                |              | Rystad, Östergötland |               | 58.473977, 15.713276 | 10048101750001 | Ladda upp en bild av detta fornminne      |
| Rystad 176:1                        | Stensättning                |              | Rystad, Östergötland |               | 58.475388, 15.711290 | 10048101760001 | Ladda upp en bild av detta fornminne      |
| Rystad 176:2                        | Stensättning                |              | Rystad, Östergötland |               | 58.475598, 15.711125 | 10048101760002 | Ladda upp en bild av detta fornminne      |
| Rystad 177:1                        | Stensättning                |              | Rystad, Östergötland |               | 58.474382, 15.707506 | 10048101770001 | Ladda upp en bild av detta fornminne      |
| Rystad 178:1                        | Gravfält                    |              | Rystad, Östergötland |               | 58.475303, 15.709033 | 10048101780001 | Ladda upp en bild av detta fornminne      |
| Rystad 179:1                        | Stensättning                |              | Rystad, Östergötland |               | 58.454819, 15.730752 | 10048101790001 | Ladda upp en bild av detta fornminne      |
| Rystad 179:2                        | Stensättning                |              | Rystad, Östergötland |               | 58.454957, 15.730672 | 10048101790002 | Ladda upp en bild av detta fornminne      |
| Rystad 179:3                        | Stensättning                |              | Rystad, Östergötland |               | 58.454655, 15.730895 | 10048101790003 | Ladda upp en bild av detta fornminne      |
| Rystad 180:1                        | Stensättning                |              | Rystad, Östergötland |               | 58.454384, 15.731033 | 10048101800001 | Ladda upp en bild av detta fornminne      |
| Rystad 180:2                        | Stensättning                |              | Rystad, Östergötland |               | 58.454348, 15.731427 | 10048101800002 | Ladda upp en bild av detta fornminne      |
| Rystad 180:3                        | Stensättning                |              | Rystad, Östergötland |               | 58.454237, 15.731702 | 10048101800003 | Ladda upp en bild av detta fornminne      |
| Rystad 183:1                        | Stensättning                |              | Rystad, Östergötland |               | 58.457053, 15.718445 | 10048101830001 | Ladda upp en bild av detta fornminne      |
| Rystad 183:2                        | Stensättning                |              | Rystad, Östergötland |               | 58.456967, 15.718593 | 10048101830002 | Ladda upp en bild av detta fornminne      |
| Rystad 187:1                        | Stensättning                |              | Rystad, Östergötland |               | 58.449197, 15.744867 | 10048101870001 | Ladda upp en bild av detta fornminne      |
| Rystad 188:1                        | Stensättning                |              | Rystad, Östergötland |               | 58.449368, 15.746396 | 10048101880001 | Ladda upp en bild av detta fornminne      |
| Rystad 188:2                        | Stensättning                |              | Rystad, Östergötland |               | 58.449480, 15.747049 | 10048101880002 | Ladda upp en bild av detta fornminne      |
| Rystad 192:1                        | Hällristning                |              | Rystad, Östergötland |               | 58.440324, 15.741320 | 10048101920001 | Ladda upp en bild av detta fornminne      |
| Rystad 193:1                        | Hällristning                |              | Rystad, Östergötland |               | 58.443082, 15.726424 | 10048101930001 | Ladda upp en bild av detta fornminne      |
| Rystad 194:1                        | Hällristning                |              | Rystad, Östergötland |               | 58.444012, 15.733886 | 10048101940001 | Ladda upp en bild av detta fornminne      |
| Rystad 194:2                        | Hällristning                |              | Rystad, Östergötland |               | 58.444012, 15.733886 | 10048101940002 | Ladda upp en bild av detta fornminne      |
| Rystad 194:3                        | Hällristning                |              | Rystad, Östergötland |               | 58.444012, 15.733886 | 10048101940003 | Ladda upp en bild av detta fornminne      |
| Rystad 195:1                        | Hällristning                |              | Rystad, Östergötland |               | 58.446792, 15.736387 | 10048101950001 | Ladda upp en bild av detta fornminne      |
| Rystad 196:1                        | Hällristning                |              | Rystad, Östergötland |               | 58.443628, 15.736168 | 10048101960001 | Ladda upp en bild av detta fornminne      |
| Rystad 197:1                        | Stensättning                |              | Rystad, Östergötland |               | 58.441097, 15.720327 | 10048101970001 | Ladda upp en bild av detta fornminne      |
| Rystad 197:2                        | Stensättning                |              | Rystad, Östergötland |               | 58.440956, 15.720345 | 10048101970002 | Ladda upp en bild av detta fornminne      |
| Rystad 199:1                        | Hällristning                |              | Rystad, Östergötland |               | 58.431054, 15.732535 | 10048101990001 | Ladda upp en bild av detta fornminne      |
| Rystad 202:1                        | Hällristning                |              | Rystad, Östergötland |               | 58.436709, 15.757612 | 10048102020001 | Ladda upp en bild av detta fornminne      |
| Rystad 203:1                        | Hällristning                |              | Rystad, Östergötland |               | 58.439407, 15.753374 | 10048102030001 | Ladda upp en bild av detta fornminne      |
| Rystad 203:2                        | Hällristning                |              | Rystad, Östergötland |               | 58.439407, 15.753374 | 10048102030002 | Ladda upp en bild av detta fornminne      |
| Rystad 204:1                        | Hällristning                |              | Rystad, Östergötland |               | 58.442181, 15.754249 | 10048102040001 | Ladda upp en bild av detta fornminne      |
| Rystad 205:1                        | Hällristning                |              | Rystad, Östergötland |               | 58.442573, 15.748855 | 10048102050001 | Ladda upp en bild av detta fornminne      |
| Rystad 206:1                        | Hällristning                |              | Rystad, Östergötland |               | 58.442620, 15.754716 | 10048102060001 | Ladda upp en bild av detta fornminne      |
| Rystad 207:1                        | Hällristning                |              | Rystad, Östergötland |               | 58.442829, 15.759858 | 10048102070001 | Ladda upp en bild av detta fornminne      |
| Rystad 209:1                        | Stensättning                |              | Rystad, Östergötland |               | 58.451400, 15.759417 | 10048102090001 | Ladda upp en bild av detta fornminne      |
| Rystad 210:1                        | Stensättning                |              | Rystad, Östergötland |               | 58.448311, 15.758695 | 10048102100001 | Ladda upp en bild av detta fornminne      |
| Rystad 212:1                        | Stensättning                |              | Rystad, Östergötland |               | 58.444312, 15.762098 | 10048102120001 | Ladda upp en bild av detta fornminne      |
| Rystad 212:3                        | Stensättning                |              | Rystad, Östergötland |               | 58.444440, 15.761829 | 10048102120003 | Ladda upp en bild av detta fornminne      |
| Rystad 212:4                        | Hällristning                |              | Rystad, Östergötland |               | 58.444888, 15.760970 | 10048102120004 | Ladda upp en bild av detta fornminne      |
| Rystad 214:1                        | Hällristning                |              | Rystad, Östergötland |               | 58.471481, 15.718093 | 10048102140001 | Ladda upp en bild av detta fornminne      |
| Rystad 215:1                        | Hällristning                |              | Rystad, Östergötland |               | 58.468668, 15.710100 | 10048102150001 | Ladda upp en bild av detta fornminne      |
| Rystad 216:1                        | Stensättning                |              | Rystad, Östergötland |               | 58.451784, 15.742626 | 10048102160001 | Ladda upp en bild av detta fornminne      |
| Rystad 216:2                        | Stensättning                |              | Rystad, Östergötland |               | 58.451785, 15.742831 | 10048102160002 | Ladda upp en bild av detta fornminne      |
| Rystad 216:3                        | Stensättning                |              | Rystad, Östergötland |               | 58.451711, 15.743202 | 10048102160003 | Ladda upp en bild av detta fornminne      |
| Rystad 217:1                        | Stensättning                |              | Rystad, Östergötland |               | 58.451554, 15.739269 | 10048102170001 | Ladda upp en bild av detta fornminne      |
| Rystad 217:2                        | Hällristning                |              | Rystad, Östergötland |               | 58.451567, 15.739063 | 10048102170002 | Ladda upp en bild av detta fornminne      |
| Rystad 218:1                        | Gravfält                    |              | Rystad, Östergötland |               | 58.453731, 15.733883 | 10048102180001 | Ladda upp en bild av detta fornminne      |
| Rystad 219:1                        | Stensättning                |              | Rystad, Östergötland |               | 58.454809, 15.729975 | 10048102190001 | Ladda upp en bild av detta fornminne      |
| Rystad 220:1                        | Stensättning                |              | Rystad, Östergötland |               | 58.452586, 15.737001 | 10048102200001 | Ladda upp en bild av detta fornminne      |
| Rystad 220:2                        | Stensättning                |              | Rystad, Östergötland |               | 58.452482, 15.737020 | 10048102200002 | Ladda upp en bild av detta fornminne      |
| Rystad 222:1                        | Hällristning                |              | Rystad, Östergötland |               | 58.445819, 15.715466 | 10048102220001 | Ladda upp en bild av detta fornminne      |
| Rystad 223:1                        | Hällristning                |              | Rystad, Östergötland |               | 58.446333, 15.716670 | 10048102230001 | Ladda upp en bild av detta fornminne      |
| Rystad 224:1                        | Hällristning                |              | Rystad, Östergötland |               | 58.454683, 15.720879 | 10048102240001 | Ladda upp en bild av detta fornminne      |
| Rystad 225:1                        | Hällristning                |              | Rystad, Östergötland |               | 58.458182, 15.722421 | 10048102250001 | Ladda upp en bild av detta fornminne      |
| Rystad 226:1                        | Hällristning                |              | Rystad, Östergötland |               | 58.458932, 15.720584 | 10048102260001 | Ladda upp en bild av detta fornminne      |
| Rystad 227:1                        | Stensättning                |              | Rystad, Östergötland |               | 58.457395, 15.723220 | 10048102270001 | Ladda upp en bild av detta fornminne      |
| Rystad 227:2                        | Stensättning                |              | Rystad, Östergötland |               | 58.457450, 15.723477 | 10048102270002 | Ladda upp en bild av detta fornminne      |
| Rystad 227:3                        | Stensättning                |              | Rystad, Östergötland |               | 58.457057, 15.723986 | 10048102270003 | Ladda upp en bild av detta fornminne      |
| Rystad 227:4                        | Stensättning                |              | Rystad, Östergötland |               | 58.457028, 15.724360 | 10048102270004 | Ladda upp en bild av detta fornminne      |
| Rystad 227:5                        | Stensättning                |              | Rystad, Östergötland |               | 58.457251, 15.724391 | 10048102270005 | Ladda upp en bild av detta fornminne      |
| Rystad 228:1                        | Stensättning                |              | Rystad, Östergötland |               | 58.466132, 15.712947 | 10048102280001 | Ladda upp en bild av detta fornminne      |
| Rystad 228:2                        | Stensättning                |              | Rystad, Östergötland |               | 58.466102, 15.712823 | 10048102280002 | Ladda upp en bild av detta fornminne      |
| Rystad 229:1                        | Hällristning                |              | Rystad, Östergötland |               | 58.445597, 15.694543 | 10048102290001 | Ladda upp en bild av detta fornminne      |
| Rystad 230:1                        | Hällristning                |              | Rystad, Östergötland |               | 58.450215, 15.700067 | 10048102300001 | Ladda upp en bild av detta fornminne      |
| Rystad 231:1                        | Hällristning                |              | Rystad, Östergötland |               | 58.444395, 15.693565 | 10048102310001 | Ladda upp en bild av detta fornminne      |
| Rystad 234:1                        | Hällristning                |              | Rystad, Östergötland |               | 58.445181, 15.684558 | 10048102340001 | Ladda upp en bild av detta fornminne      |
| Rystad 235:1                        | Hällristning                |              | Rystad, Östergötland |               | 58.447217, 15.680552 | 10048102350001 | Ladda upp en bild av detta fornminne      |
| Rystad 237:1                        | Hällristning                |              | Rystad, Östergötland |               | 58.452886, 15.676478 | 10048102370001 | Ladda upp en bild av detta fornminne      |
| Rystad 238:1                        | Hällristning                |              | Rystad, Östergötland |               | 58.444813, 15.670021 | 10048102380001 | Ladda upp en bild av detta fornminne      |
| Rystad 241:1                        | Hällristning                |              | Rystad, Östergötland |               | 58.452046, 15.658748 | 10048102410001 | Ladda upp en bild av detta fornminne      |
| Rystad 242:1                        | Stensättning                |              | Rystad, Östergötland |               | 58.449480, 15.662484 | 10048102420001 | Ladda upp en bild av detta fornminne      |
| Rystad 243:1                        | Stensättning                |              | Rystad, Östergötland |               | 58.447182, 15.662180 | 10048102430001 | Ladda upp en bild av detta fornminne      |
| Rystad 244:1                        | Hällristning                |              | Rystad, Östergötland |               | 58.444562, 15.657121 | 10048102440001 | Ladda upp en bild av detta fornminne      |
| Rystad 245:1                        | Hällristning                |              | Rystad, Östergötland |               | 58.448346, 15.648669 | 10048102450001 | Ladda upp en bild av detta fornminne      |
| Rystad 245:2                        | Hällristning                |              | Rystad, Östergötland |               | 58.448281, 15.648755 | 10048102450002 | Ladda upp en bild av detta fornminne      |
| Rystad 245:3                        | Stensättning                |              | Rystad, Östergötland |               | 58.448560, 15.649101 | 10048102450003 | Ladda upp en bild av detta fornminne      |
| Rystad 246:1                        | Stensättning                |              | Rystad, Östergötland |               | 58.449219, 15.648336 | 10048102460001 | Ladda upp en bild av detta fornminne      |
| Rystad 247:1                        | Hällristning                |              | Rystad, Östergötland |               | 58.450493, 15.650491 | 10048102470001 | Ladda upp en bild av detta fornminne      |
| Rystad 247:2                        | Hällristning                |              | Rystad, Östergötland |               | 58.450493, 15.650491 | 10048102470002 | Ladda upp en bild av detta fornminne      |
| Rystad 248:1                        | Hällristning                |              | Rystad, Östergötland |               | 58.445265, 15.650359 | 10048102480001 | Ladda upp en bild av detta fornminne      |
| Rystad 249:1                        | Hällristning                |              | Rystad, Östergötland |               | 58.442245, 15.682262 | 10048102490001 | Ladda upp en bild av detta fornminne      |
| Rystad 250:1                        | Hällristning                |              | Rystad, Östergötland |               | 58.442930, 15.639295 | 10048102500001 | Ladda upp en bild av detta fornminne      |
| Rystad 251:1                        | Hällristning                |              | Rystad, Östergötland |               | 58.446497, 15.639637 | 10048102510001 | Ladda upp en bild av detta fornminne      |
| Rystad 252:1                        | Hällristning                |              | Rystad, Östergötland |               | 58.442070, 15.646703 | 10048102520001 | Ladda upp en bild av detta fornminne      |
| Rystad 253:1                        | Hällristning                |              | Rystad, Östergötland |               | 58.456599, 15.640301 | 10048102530001 | Ladda upp en bild av detta fornminne      |
| Rystad 255:1                        | Stensättning                |              | Rystad, Östergötland |               | 58.450763, 15.653870 | 10048102550001 | Ladda upp en bild av detta fornminne      |
| Rystad 256:1                        | Hällristning                |              | Rystad, Östergötland |               | 58.438076, 15.672889 | 10048102560001 | Ladda upp en bild av detta fornminne      |
| Rystad 257:1                        | Hällristning                |              | Rystad, Östergötland |               | 58.432084, 15.688346 | 10048102570001 | Ladda upp en bild av detta fornminne      |
| Rystad 258:1                        | Hällristning                |              | Rystad, Östergötland |               | 58.433373, 15.689146 | 10048102580001 | Ladda upp en bild av detta fornminne      |
| Rystad 258:2                        | Hällristning                |              | Rystad, Östergötland |               | 58.433020, 15.689351 | 10048102580002 | Ladda upp en bild av detta fornminne      |
| Rystad 258:3                        | Hällristning                |              | Rystad, Östergötland |               | 58.433061, 15.689420 | 10048102580003 | Ladda upp en bild av detta fornminne      |
| Rystad 259:1                        | Stensättning                |              | Rystad, Östergötland |               | 58.432838, 15.687466 | 10048102590001 | Ladda upp en bild av detta fornminne      |
| Rystad 260:1                        | Stensättning                |              | Rystad, Östergötland |               | 58.423540, 15.711920 | 10048102600001 | Ladda upp en bild av detta fornminne      |
| Rystad 260:2                        | Stensättning                |              | Rystad, Östergötland |               | 58.423387, 15.711873 | 10048102600002 | Ladda upp en bild av detta fornminne      |
| Rystad 261:1                        | Hällristning                |              | Rystad, Östergötland |               | 58.435996, 15.682077 | 10048102610001 | Ladda upp en bild av detta fornminne      |
| Rystad 264:1                        | Stensättning                |              | Rystad, Östergötland |               | 58.466614, 15.678885 | 10048102640001 | Ladda upp en bild av detta fornminne      |
| Rystad 264:2                        | Stensättning                |              | Rystad, Östergötland |               | 58.466367, 15.679191 | 10048102640002 | Ladda upp en bild av detta fornminne      |
| Rystad 265:1                        | Gravfält                    |              | Rystad, Östergötland |               | 58.464891, 15.680377 | 10048102650001 | Ladda upp en bild av detta fornminne      |
| Rystad 267:1                        | Hällristning                |              | Rystad, Östergötland |               | 58.464586, 15.697100 | 10048102670001 | Ladda upp en bild av detta fornminne      |
| Rystad 268:1                        | Hällristning                |              | Rystad, Östergötland |               | 58.433402, 15.687321 | 10048102680001 | Ladda upp en bild av detta fornminne      |
| Rystad 271:1                        | Hällristning                |              | Rystad, Östergötland |               | 58.472773, 15.683245 | 10048102710001 | Ladda upp en bild av detta fornminne      |
| Skogstorp gamla tomt (Rystad 272:1) | Husgrund, historisk tid     |              | Rystad, Östergötland |               | 58.459849, 15.643233 | 10048102720001 | Ladda upp en bild av detta fornminne      |
| Rystad 275:1                        | Hällristning                |              | Rystad, Östergötland |               | 58.473386, 15.693799 | 10048102750001 | Ladda upp en bild av detta fornminne      |
| Rystad 276:1                        | Hällristning                |              | Rystad, Östergötland |               | 58.472172, 15.689228 | 10048102760001 | Ladda upp en bild av detta fornminne      |
| Rystad 279:1                        | Hällristning                |              | Rystad, Östergötland |               | 58.478303, 15.680276 | 10048102790001 | Ladda upp en bild av detta fornminne      |
| Rystad 279:2                        | Hällristning                |              | Rystad, Östergötland |               | 58.478360, 15.680374 | 10048102790002 | Ladda upp en bild av detta fornminne      |
| Ög ATA5503/61 (Rystad 280:1)        | Runristning                 |              | Rystad, Östergötland | Rystads kyrka | 58.450295, 15.711793 | 10048102800001 | Ladda upp en till bild av detta fornminne |
| Rystad 283:1                        | Hällristning                |              | Rystad, Östergötland |               | 58.420782, 15.691024 | 10048102830001 | Ladda upp en bild av detta fornminne      |
| Rystad 285:1                        | Stensättning                |              | Rystad, Östergötland |               | 58.426669, 15.705294 | 10048102850001 | Ladda upp en bild av detta fornminne      |
| Rystad 290:1                        | Hällristning                |              | Rystad, Östergötland |               | 58.464840, 15.636940 | 10048102900001 | Ladda upp en bild av detta fornminne      |
| Rystad 290:2                        | Hällristning                |              | Rystad, Östergötland |               | 58.464594, 15.636892 | 10048102900002 | Ladda upp en bild av detta fornminne      |
| Rystad 290:3                        | Hällristning                |              | Rystad, Östergötland |               | 58.464417, 15.637054 | 10048102900003 | Ladda upp en bild av detta fornminne      |
| Rystad 292:1                        | Hällristning                |              | Rystad, Östergötland |               | 58.469683, 15.637504 | 10048102920001 | Ladda upp en bild av detta fornminne      |
| Rystad 292:2                        | Hällristning                |              | Rystad, Östergötland |               | 58.469685, 15.637508 | 10048102920002 | Ladda upp en bild av detta fornminne      |
| Rystad 307                          | Stensättning                |              | Rystad, Östergötland |               | 58.466405, 15.679280 | 12000000066168 | Ladda upp en bild av detta fornminne      |
| Rystad 308                          | Stensättning                |              | Rystad, Östergötland |               | 58.466430, 15.679357 | 12000000066169 | Ladda upp en bild av detta fornminne      |
| Rystad 323                          | Stensättning                |              | Rystad, Östergötland |               | 58.473422, 15.646560 | 12000000101524 | Ladda upp en bild av detta fornminne      |
| Rystad 329                          | Stensättning                |              | Rystad, Östergötland |               | 58.420507, 15.698801 | 12000000129626 | Ladda upp en bild av detta fornminne      |
| Östra Harg 61:1                     | Stensättning                |              | Rystad, Östergötland |               | 58.481701, 15.694685 | 10055100610001 | Ladda upp en bild av detta fornminne      |
| Östra Harg 61:2                     | Stensättning                |              | Rystad, Östergötland |               | 58.481564, 15.694689 | 10055100610002 | Ladda upp en bild av detta fornminne      |
| Östra Harg 62:1                     | Stensättning                |              | Rystad, Östergötland |               | 58.481130, 15.701126 | 10055100620001 | Ladda upp en bild av detta fornminne      |
| Östra Harg 62:2                     | Stensättning                |              | Rystad, Östergötland |               | 58.481279, 15.701165 | 10055100620002 | Ladda upp en bild av detta fornminne      |
| Östra Harg 62:3                     | Stensättning                |              | Rystad, Östergötland |               | 58.481456, 15.701373 | 10055100620003 | Ladda upp en bild av detta fornminne      |
| Östra Harg 63:1                     | Gravfält                    |              | Rystad, Östergötland |               | 58.479488, 15.705661 | 10055100630001 | Ladda upp en bild av detta fornminne      |
| Östra Harg 65:1                     | Stensättning                |              | Rystad, Östergötland |               | 58.480266, 15.702092 | 10055100650001 | Ladda upp en bild av detta fornminne      |
| Östra Harg 66:1                     | Stensättning                |              | Rystad, Östergötland |               | 58.480553, 15.701594 | 10055100660001 | Ladda upp en bild av detta fornminne      |
| Östra Harg 67:1                     | Stensättning                |              | Rystad, Östergötland |               | 58.480143, 15.700917 | 10055100670001 | Ladda upp en bild av detta fornminne      |
| Östra Harg 68:1                     | Stensättning                |              | Rystad, Östergötland |               | 58.479991, 15.702004 | 10055100680001 | Ladda upp en bild av detta fornminne      |
| Östra Harg 73:1                     | Stensättning                |              | Rystad, Östergötland |               | 58.476533, 15.706261 | 10055100730001 | Ladda upp en bild av detta fornminne      |
| Östra Harg 73:2                     | Stensättning                |              | Rystad, Östergötland |               | 58.476481, 15.706443 | 10055100730002 | Ladda upp en bild av detta fornminne      |
| Östra Harg 74:1                     | Hög                         |              | Rystad, Östergötland |               | 58.475725, 15.704173 | 10055100740001 | Ladda upp en bild av detta fornminne      |
| Östra Harg 74:2                     | Stensättning                |              | Rystad, Östergötland |               | 58.475562, 15.704376 | 10055100740002 | Ladda upp en bild av detta fornminne      |
| Östra Harg 80:1                     | Gravfält                    |              | Rystad, Östergötland |               | 58.478200, 15.696333 | 10055100800001 | Ladda upp en bild av detta fornminne      |
| Östra Harg 81:1                     | Stensättning                |              | Rystad, Östergötland |               | 58.475247, 15.701837 | 10055100810001 | Ladda upp en bild av detta fornminne      |